# Félix Rougier
Félix Rougier (Puy-de-Dôme, 17 dicembre 1859 – Città del Messico, 10 gennaio 1938) è stato un missionario francese della Società di Maria, fondatore dei Missionari dello Spirito Santo.

## Biografia

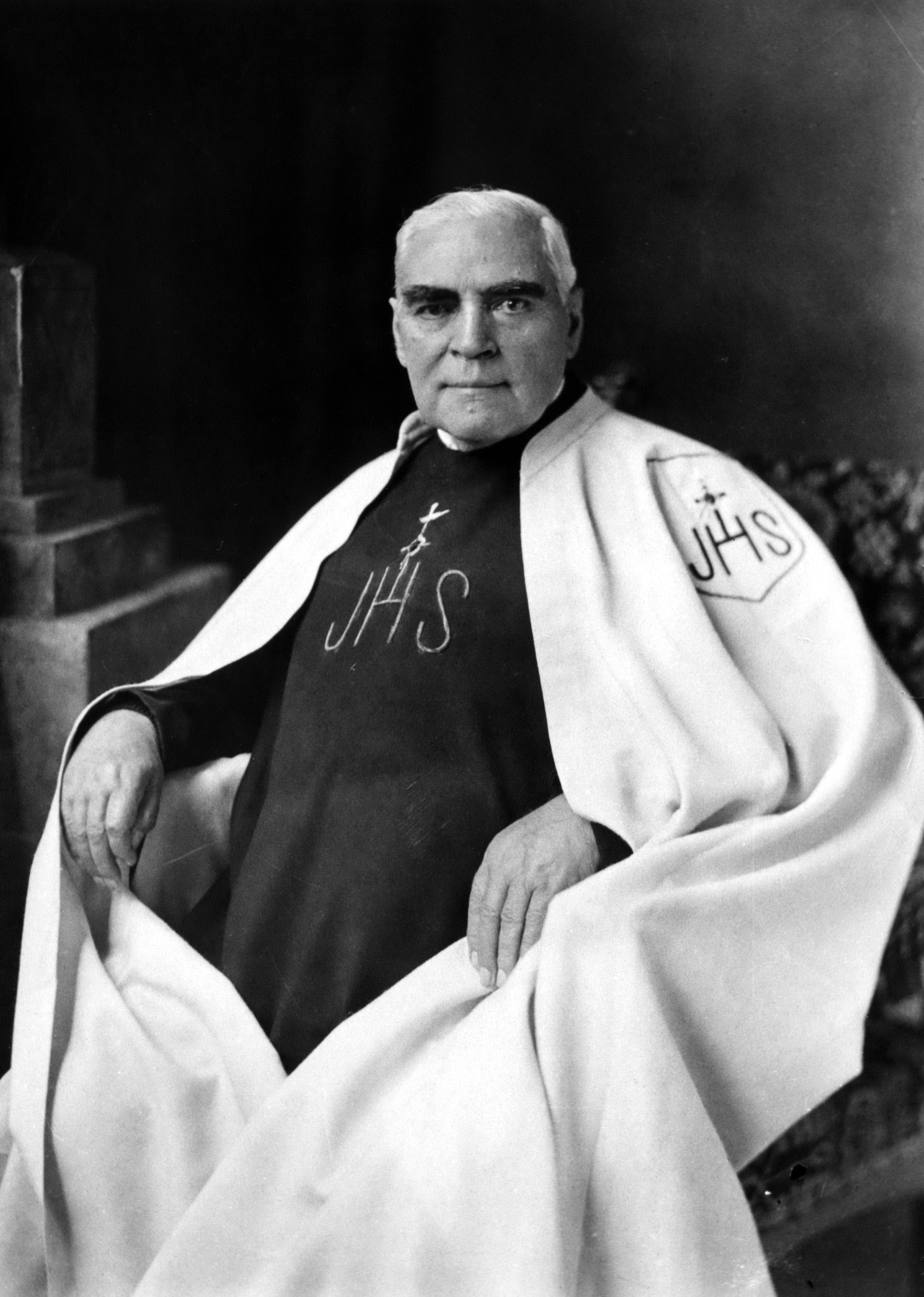
Félix Rougier dopo la fondazione dei Missionari dello Spirito Santo

Fu studente nel seminario minore di La Chartreuse a Le Puy-en-Velay e, diciottenne, conobbe il vescovo marista Aloys Elloy e maturò la decisione di abbracciare la vita religiosa nella Società di Maria: il 24 luglio 1878 entrò nel noviziato di Sainte-Foy-lès-Lyon. Studiò filosofia a Belley, fu poi alunno del collegio di Tolone e conseguì il baccellierato a La Seyne-sur-Mer. Completò la sua formazione a Barcellona, dove si dedicò agli studi biblici.
Ordinato prete a Lione il 24 settembre 1887, rientrò a Barcellona come docente di Sacra Scrittura; nel 1895 fu assegnato alla missione marista in Colombia, dove fu rettore dei collegi di Neiva e Ibagué. Nel 1902 giunse a Città del Messico dove assunse la cura spirituale della locale comunità francese che si riuniva nella chiesa di Nostra Signora di Lourdes.
Nel 1903 conobbe Concepción Cabrera de Armida e iniziò a collaborare con lei alla fondazione degli istituti che intendeva iniziare. I superiori maristi si opposero al progetto e lo costrinsero a tornare in Europa, prima a Barcellona e poi a Saint-Chamond, e gli proibirono ogni comunicazione con il Messico; riuscì a tornare in Messico solo dieci anni dopo.
Con il sostegno di José Ramón Ibarra y González, arcivescovo di Puebla, il 25 dicembre 1914 diede inizio alla congregazione dei Missionari dello Spirito Santo, di cui assunse la guida del noviziato. Lasciò i maristi e il 28 marzo 1926, ottenuto il permesso della Santa Sede, emise egli stesso i voti quale Missionario dello Spirito Santo.
Dopo l'istituto maschile, fondò tutte le opere che gli sembrarono necessarie per mettere a disposizione dei sacerdoti il suo apostolato: le Figlie dello Spirito Santo, per suscitare vocazioni sacerdotali e religiose tra i ragazzi dei loro collegi; le Oblate di Gesù Sacerdote, per il servizio domestico nei seminari e nei collegi ecclesiastici; le Missionarie catechiste guadalupane, per aiutare i parroci per la catechesi nelle aree rurali. Pose anche le basi per la fondazione,avvenuta dopo la sua morte, delle Missionarie di Gesù Sacerdote e delle Missionarie eucaristiche della Santissima Trinità.
Nel 1917 fondò a Morelia la Pia unione della Famiglia dello Spirito Santo, per propagare la devozione allo Spirito Santo. Ottenne la consacrazione allo Spirito Santo delle diocesi del Messico e dell'intera nazione, avvenuta nel corso del Congresso eucaristico nazionale del 1924 e rinnovata nel 1925. Tramite l'arcivescovo Leopoldo Ruiz y Flóres, delegato apostolico in Messico, nel 1936 propose alla Santa Sede la consacrazione di tutto il mondo allo Spirito Santo.
Fondò anche la rivista La Cruz (1921) e volle che pubblicasse una Biblioteca ascetico-mistica.
Morì nel 1938 e fu sepolto nel cimitero di Tepeyac; il 10 dicembre 1959 i suoi resti furono traslati nel santuario di San Felipe de Jesús a Città del Messico.
Il 23 settembre 1955 iniziò a Città del Messico il processo diocesano in vista della causa di beatificazione e canonizzazione: il decreto sugli scritti fu emesso il 15 febbraio 1974 e il 15 dicembre 1981 fu introdotta la causa. Il 1º luglio 2000 papa Giovanni Paolo II autorizzò la Congregazione delle cause dei santi a promulgare il decreto riguardante le sue virtù eroiche, riconoscendogli il titolo di venerabile.